# Soini
Pour les articles homonymes, voir Soini (homonymie).
Soini est une municipalité de l'ouest de la Finlande, dans la province de Finlande occidentale et la région d'Ostrobotnie du Sud.

## Géographie
Marqué par le système de moraines du Suomenselkä, le terrain y est accidenté. Les sols sont pauvres et l'agriculture est peu développée. En conséquence, la densité de population est faible.
La colline de Raitamäki marque le point le plus élevé de la région, à 240,4 mètres au-dessus du niveau de la mer.
Les municipalités voisines sont Ähtäri au sud, Lehtimäki à l'ouest, Alajärvi au nord, et côté Finlande-Centrale Kyyjärvi au nord-est, Karstula à l'est et Pylkönmäki au sud-est.

## Population
Historiquement, la densité de population n'a jamais dépassé 8 habitants au km², même lorsque la commune a atteint son maximum de population au sortir de la Guerre de Continuation. L'exode rural contribue à la réduction de la population.
Depuis 1980, l'évolution démographique de Soini est la suivante, :
| Année      | 1980  | 1985  | 1990  | 1995  | 2000  | 2005  |
| ---------- | ----- | ----- | ----- | ----- | ----- | ----- |
| population | 3 038 | 2 959 | 3 026 | 2 925 | 2 799 | 2 614 |

| Année      | 2010  | 2015  | 2020  |
| ---------- | ----- | ----- | ----- |
| population | 2 391 | 2 224 | 2 048 |

### Conseil municipal
Les sièges des 21 conseillers municipaux sont répartis comme suit:
| Parti     | Parti                              | Sièges 2021–2025 |
| --------- | ---------------------------------- | ---------------- |
|           | Parti social-démocrate de Finlande | 1                |
|           | Vrais Finlandais                   | 4                |
|           | Parti de la Coalition nationale    | 1                |
|           | Parti du centre                    | 10               |
|           | Alliance de gauche                 | 0                |
|           | Chrétiens-démocrates               | 5                |
| Sources : |                                    |                  |

### Subdivisions administratives
Les villages de Soini sont: Hautakylä, Mäkelänkylä, Jokivarsi, Keisala, Kirkonkylä, Kukonkylä, Kuninkaanjoki, Laasala, Parviaisenkylä, Kolu, Ulvonkylä, Vehu et Vuorenmaa.
L'unique agglomération de Soini est Soinin kirkonkylä.

## Transports
Soini est reliée à Alajärvi par la route régionale 714.

## Personnalités
C'est la commune de naissance de Eino Uusitalo, un des hommes politiques les plus influents des années 1970 et 1980 en Finlande, ministre à de nombreuses reprises.